# Turo a Raapoto
Turo a Raapoto és un escriptor en llengua tahitiana nascut a la Polinèsia Francesa. A part de tota la seva producció literària de temàtica oceànica i insular (la majoria de les seves obres tenen com a escenari illes polinèsies), s'ha destacat per la seva proposta alternativa d'ortografia del tahitià, que l'ha enfrontat obertament amb l'Acadèmia Tahitiana.